# Alaska Thunderfuck
Alaska Thunderfuck 5000, aussi connu sous le nom d'Alaska Thunderfuck ou Alaska Thunderfvck, ou Alaska 5000, est le nom de scène de Justin Honard, une drag queen connue pour sa participation à l'émission de télévision RuPaul's Drag Race.

## Biographie
Justin Andrew Honard est né et a grandi à Érié, en Pennsylvanie, et sort diplômé du lycée Fort LeBoeuf High School en 2003,.
Il étudie le théâtre à l'Université de Pittsburgh. Honard a un demi-frère, Cory Binney, avec qui il tient une web-série sous le nom de Bro'Laska.

### Carrière
Honard déménage d'abord à Los Angeles dans le but de devenir acteur. Mécontent du système des auditions, il se tourne alors vers le transformisme et décroche un travail au club Fubar situé à West Hollywood.
Il donne fréquemment des représentations avec la troupe Trannyshack à Los Angeles. En 2009, il donne une performance à la gay pride de Palm Springs avec Tammie Brown et Jer Ber Jones.
Il rencontre son futur compagnon Sharon Needles (gagnant de la saison 4 de RuPaul's Drag Race) grâce à Myspace en décembre 2009 et déménage finalement à Pittsburgh en 2010 pour vivre avec lui. Avec Sharon Needles et Cherri Baum, il forme le groupe Haus of Haunt, qui devint par la suite une troupe de drag queens basée à l'extérieur du bar le Blue Moon. En 2013, il aide son ami Christeene Vale à se produire à Pittsburgh. Alaska l'imite par la suite dans le clip vidéo de RuPaulogize par Willam Belli.

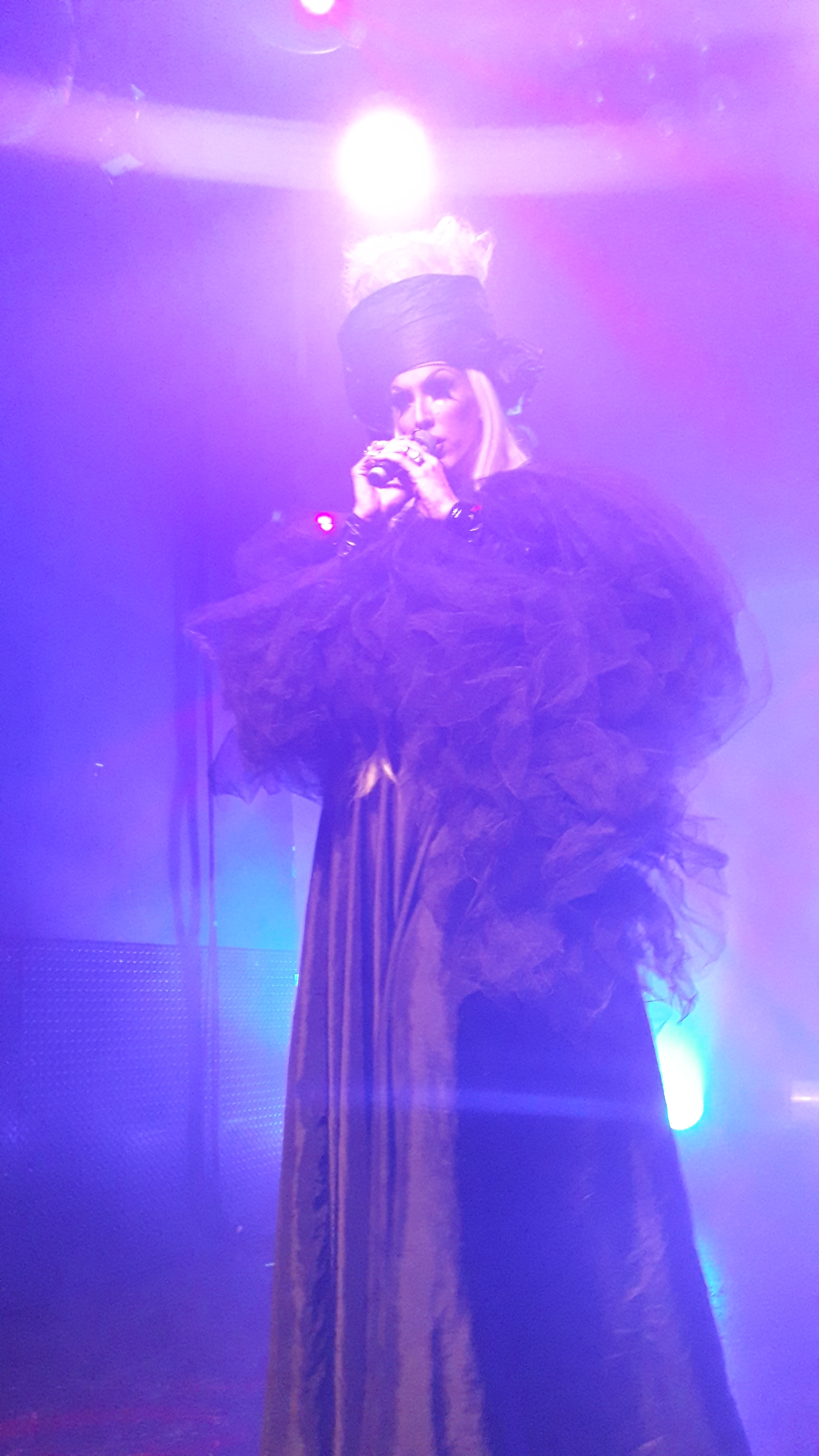
Alaska Thunderfuck en 2019.

En novembre 2012, Alaska Thunderfuck officialise, avec treize autres drag queens, sa participation à la saison 5 de l'émission de télévision RuPaul's Drag Race. Il est précisé à ce moment-là qu'il serait désigné dans l'émission sous le nom d'Alaska,. Il avait déjà passé les auditions pour chaque saison de l'émission. Il y remporte deux "main challenges" dans l'épisode "Scent of a Drag Queen" et "Sugar Ball",. Alaska interprète durant le show, avec d'autres participants, une chanson intitulée "Can I Get an Amen", librement inspirée par "We Are the World", dont les bénéfices ont été reversés au Centre Gay et Lesbien de Los Angeles. En mai 2013, Alaska finit deuxième de la compétition, à égalité avec Roxxxy Andrews.
En octobre 2013, Alaska se produit en tant que Dr Frank N. Furter au Woodlawn Theatre dans une production de The Rocky Horror Show. La juge de l'émission Michelle Visage, ainsi que l'ancien participant Willam Belli, apparaissent également au casting de cette comédie musicale.
Depuis sa participation à RuPaul's Drag Race, Honard n'a eu de cesse d'être en tournée, apparaissant tout aussi bien dans les RuPaul's Drag Race Battle of the Seasons à travers l'Europe et les États-Unis, durant les croisières Drag Stars at Sea, dans un spectacle de cabaret intitulé "Red for Filth", ainsi qu'un autre intitulé "Blue Christmas",,. Durant l'été 2014, il apparaît dans une adaptation théâtrale de la série Sex and the City. Avec son frère Cory Binney, il tient une chaîne YouTube sponsorisée par la société de production World of Wonder sous le nom de Bro'Laska. Alaska est également récemment devenue une des égéries de la marque American Apparel, aux côtés de Courtney Act et Willam Belli.
Honard suit depuis une carrière musicale, et a sorti quelques singles, à savoir "Ru Girl", "Your Makeup Is Terrible", et "Nails". En juin 2015, il sort son premier album sous le titre de Anus, qui reçoit un bon accueil de la part de la critique. Deux singles en sont issus : "Hieeee" et "This is My Hair",,,.
En juillet 2016, Alaska et 9 autres drag queens sont annoncées en tant que candidates pour la nouvelle saison All Stars 2 de l'émission de télévision RuPaul's Drag Race, où celle-ci en devient la gagnante le 13 octobre 2016. Dans le show, le top 4 participe au nouveau clip de RuPaul : Read U Wrote U.
Depuis 2018, Alaska Thunderfuck 5000 co-anime un balado intitulé « Race Chaser » avec Willam Belli, où ils portent un regard sur le phénomène mondial de la télé-réalité Rupaul’s Drag Race. Ils décortiquent chaque épisode, s’intéressent aux potins des coulisses de la scène drag, parlent un peu de politique et répondent aux courriels de leurs auditeurs.

## Personnage
Alaska Thunderfuck 5000 cite Jer Ber Jones comme sa « drag mother », c'est-à-dire une sorte de mentor du milieu transformiste. Jones est réputé pour son style pionnier de « tranimal » originaire de Los Angeles et qui propose des influences transformistes non-traditionnelles comme les artistes Leigh Bowery et les Cockettes, une troupe de théâtre psychédélique de San Francisco fondée en 1969. Le pseudonyme de Honard vient de l'« Alaskan Thunderfuck », une souche de marijuana.
Alaska compte comme influences principales Divine, Britney Spears et Marilyn Monroe. Le personnage d'Alaska prétend être un alien qui vient de la planète Glamtron et s'étant écrasé sur Terre.

## Vie personnelle
Honard vit à Los Angeles. En décembre 2013, il annonce que lui et son compagnon Aaron Coady, plus connu sous le nom de Sharon Needles, s'étaient séparés après quatre ans de relation. En 2013, il annonce dans plusieurs entretiens avoir décidé d'arrêter l'alcool et est resté sobre depuis. Alaska a un demi-frère, Cory Binney, qui est également l'ex compagnon de la youtubeuse Gigi Gorgeous.

## Discographie

### Album studio
| Titre       | Détails                                                                                         | Meilleures positions | Meilleures positions | Meilleures positions |
| Titre       | Détails                                                                                         | US Dance             | US Heat              | US Indie             |
| ----------- | ----------------------------------------------------------------------------------------------- | -------------------- | -------------------- | -------------------- |

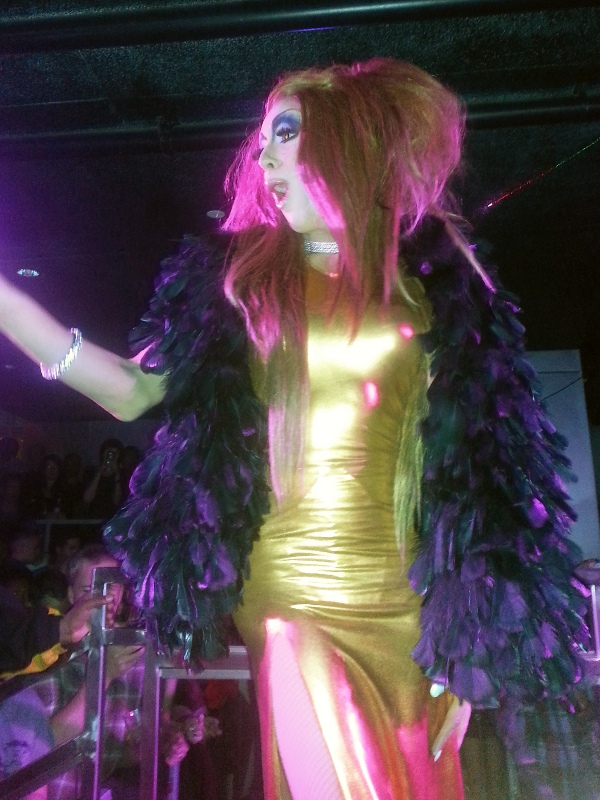
Alaska Thunderfuck en 2019.

| Anus        | - Sortie : 23 juin 2015 - Label : Sidecar Records - Format : CD, vinyle, téléchargement         | 3                    | 4                    | 14                   |
| Poundcake   | - Sortie : 14 octobre 2016 - Label : Producer Entertainment Group - Format : CD, téléchargement | -                    | -                    | -                    |
| Vagina      | - Sortie : 24 mai 2019 - Label : Producer Entertainment Group - Format : Téléchargement         | -                    | -                    | -                    |
| Red 4 Filth | - Sortie : 23 septembre 2022 - Label: Producer Entertainment Group - Format: Téléchargement     |                      |                      |                      |

### Singles

#### Comme artiste principal
| Ru Girl                                                                             | 2013 | — | single    |
| Your Makeup Is Terrible                                                             | 2014 | — | Anus      |
| Nails                                                                               | 2014 | — | Anus      |
| Hieeee                                                                              | 2015 | 5 | Anus      |
| This Is My Hair                                                                     | 2015 | — | Anus      |
| Gimme All Your Money (featuring Laganja Estranja)                                   | 2016 | — | Anus      |
| Anus                                                                                | 2016 | — | Anus      |
| Puppet                                                                              | 2016 | — | Poundcake |
| The T (featuring Adore Delano)                                                      | 2016 | — | Poundcake |
| "—" indique que le titre ne s'est pas classé ou n'est pas sorti dans ce territoire. |      |   |           |

#### Comme invité
| Let's Get Something Started (Candy Apple Blue en duo avec Alaska Thunderfuck)             | 2013 | —  | Night Tracks           |
| Can I Get an Amen? (RuPaul avec le reste du casting de la saison 5 de RuPaul's Drag Race) | 2013 | —  | single                 |
| I Look Fuckin' Cool (Adore Delano en duo avec Alaska Thunderfuck)                         | 2014 | —  | Till Death Do Us Party |
| American Apparel Ad Girls (avec Courtney Act & Willam)                                    | 2014 | 10 | Shartistry in Motion   |
| Dear Santa, Bring Me a Man (avec Courtney Act & Willam)                                   | 2014 | —  | single                 |
| Ride for AIDS (Willam en duo avec Alaska Thunderfuck)                                     | 2015 | 12 | Shartistry in Motion   |
| "—" indique que le titre ne s'est pas classé ou n'est pas sorti dans ce territoire.       |      |    |                        |

#### Autres apparitions
| Titre     | Année | Autre(s) artiste(s)          | Album         |
| --------- | ----- | ---------------------------- | ------------- |
| Kai Kai   | 2013  | Sharon Needles, Ana Matronic | PG-13         |
| Miss Fame | 2015  | Miss Fame                    | Beauty Marked |

## Filmographie

### Film
| Année | Titre        | Rôle     | Notes                                            | Ref. |
| ----- | ------------ | -------- | ------------------------------------------------ | ---- |
| 2015  | TupiniQueens | Lui-même | En production. Film brésilien.                   |      |
| 2019  | Ru's Angels  | Lui-même | Court-métrage promotionnel pour Charlie's Angels |      |

### Télévision
| Année | Titre                         | Rôle     | Notes                                                               | Ref. |
| ----- | ----------------------------- | -------- | ------------------------------------------------------------------- | ---- |
| 2011  | RuPaul's Drag Race            | Lui-même | RuPaul's Drag Race (saison 3) – Apparaît dans les vidéos de casting |      |
| 2012  | RuPaul's Drag Race: Untucked  | Lui-même | RuPaul's Drag Race (saison 4) – Apparaît dans un message vidéo      |      |
| 2013  | RuPaul's Drag Race            | Lui-même | RuPaul's Drag Race (saison 5) – Concurrent                          |      |
| 2013  | RuPaul's Drag Race: Untucked  | Lui-même | RuPaul's Drag Race (saison 5)                                       |      |
| 2015  | The Art Of                    | Lui-même | Épisode: "The Art of Drag"                                          |      |
| 2015  | RuPaul's Drag Race            | Lui-même | RuPaul's Drag Race (saison 7) – Dans une imitation d'Anna Wintour   |      |
| 2016  | RuPaul's Drag Race: All Stars | Lui-même | RuPaul's Drag Race : All Stars 2 – Vainqueur                        |      |

### Web séries
| Année        | Titre     | Rôle     | Notes                        | Ref.   |
| ------------ | --------- | -------- | ---------------------------- | ------ |
| 2013         | Pure Camp | Lui-même | Produite par World of Wonder | [ 55 ] |
| 2014–présent | Bro'Laska | Lui-même | Produite par World of Wonder | [ 20 ] |

### Clips vidéos

#### Comme artiste principal
| Titre                                                     | Année | Réalisateur                   | Ref. |
| --------------------------------------------------------- | ----- | ----------------------------- | ---- |
| "Hooker Shoes" (en duo avec Amy Vodkahaus)                | 2013  | Michael David Michael Quigley |      |
| "Ru Girl"                                                 | 2013  | Carly Usdin                   |      |
| "Your Makeup is Terrible"                                 | 2014  | Saša Numić                    |      |
| "Nails"                                                   | 2014  | Ben Simkins                   |      |
| "American Apparel Ad Girls" (avec Courtney Act & Willam)  | 2014  | Shawn Adeli                   |      |
| "Dear Santa, Bring Me a Man" (avec Courtney Act & Willam) | 2014  | Mairin Hart                   |      |
| "Hieeee"                                                  | 2015  | Ben Simkins                   |      |
| "This Is My Hair"                                         | 2015  | Jayson Whitmore               |      |
| "Everyday Is Christmas"                                   | 2015  | Paul Alley                    |      |
| "Gimme All Your Money" (feat. Laganja Estranja)           | 2016  |                               |      |
| "Anus"                                                    | 2016  | Sasa Numic                    |      |
| "Puppet"                                                  | 2016  | Santiago Felipe               |      |
| "The T" (feat. Adore Delano)                              | 2016  | Ben Simkins                   |      |

#### Comme invité
| Titre                                                                                     | Année | Réalisateur     | Ref. |
| ----------------------------------------------------------------------------------------- | ----- | --------------- | ---- |
| "Let's Get Something Started" (Candy Apple Blue en duo avec Alaska Thunderfuck 5000)      | 2013  | Fading Brunette |      |
| "Can I Get an Amen?" (RuPaul en duo avec le casting de la saison 5 de RuPaul's Drag Race) | 2013  | Lucian Piane    |      |
| "I Look Fuckin' Cool" (Adore Delano en duo avec Alaska Thunderfuck)                       | 2014  | Ben Simkins     |      |
| "Ride for AIDS" (Willam en duo avec Alaska Thunderfuck)                                   | 2015  | Ryan Parma      |      |

### Théâtre
| Année | Titre                 | Rôle               | Théâtre          | Ref.   |
| ----- | --------------------- | ------------------ | ---------------- | ------ |
| 2013  | The Rocky Horror Show | Dr Frank N. Furter | Woodlawn Theatre | [ 15 ] |